# Jeglarți, Dobrici
Jeglarți (în bulgară Жегларци, în română Omur-Facî provenit din turcă Omurfakı/Emirfakı) este un sat în comuna Tervel, regiunea Dobrici, Dobrogea de Sud, Bulgaria. 
Între anii 1913-1940 a făcut parte din plasa Ezibei a județului Caliacra, România.

## Demografie
Componența etnică a satului Jeglarți
     Turci (52,04%)
     Bulgari (28,52%)
     Nicio identificare (19,43%)
     Altele (0%)
La recensământul din 2011, populația satului Jeglarți era de 880 locuitori. Din punct de vedere etnic, majoritatea locuitorilor (52,04%) erau turci, cu o minoritate de bulgari (28,52%). Pentru 19,43% din locuitori nu este cunoscută apartenența etnică.